# Andrea Superchj
Andrea Superchj (fl. XIII secolo) è stato un politico sammarinese del XIII secolo.
Superchj è uno dei primi capitani reggenti, all'epoca chiamati consules, di cui si ha notizia certa: ha ricoperto la carica nel semestre dal 1º aprile al 1º ottobre 1253 assieme a Oddone Scarito. L'unica notizia antecedente di consules risale a circa dieci anni prima, in un documento che cita lo stesso Oddone Scarito e Filippo da Sterpeto.